# Turton
Turton és una població dels Estats Units a l'estat de Dakota del Sud. Segons el cens del 2000 tenia 61 habitants.

## Demografia
Segons el cens del 2000, Turton tenia 61 habitants, 34 habitatges, i 17 famílies. La densitat de població era de 63,7 habitants per km².
Dels 34 habitatges en un 8,8% hi vivien nens de menys de 18 anys, en un 47,1% hi vivien parelles casades, en un 2,9% dones solteres, i en un 50% no eren unitats familiars. En el 44,1% dels habitatges hi vivien persones soles el 29,4% de les quals corresponia a persones de 65 anys o més que vivien soles. El nombre mitjà de persones vivint en cada habitatge era d'1,79 i el nombre mitjà de persones que vivien en cada família era de 2,47.
Per edats la població es repartia de la següent manera: un 11,5% tenia menys de 18 anys, un 1,6% entre 18 i 24, un 16,4% entre 25 i 44, un 27,9% de 45 a 60 i un 42,6% 65 anys o més.
L'edat mediana era de 59 anys. Per cada 100 dones de 18 o més anys hi havia 107,7 homes.
La renda mediana per habitatge era de 23.929 $ i la renda mediana per família de 36.250 $. Els homes tenien una renda mediana de 56.250 $ mentre que les dones 16.250 $. La renda per capita de la població era de 18.519 $. Cap de les famílies i el 4,7% de la població estaven per davall del llindar de pobresa.

## Poblacions més properes
El següent diagrama mostra les poblacions més properes.